# Rothensee

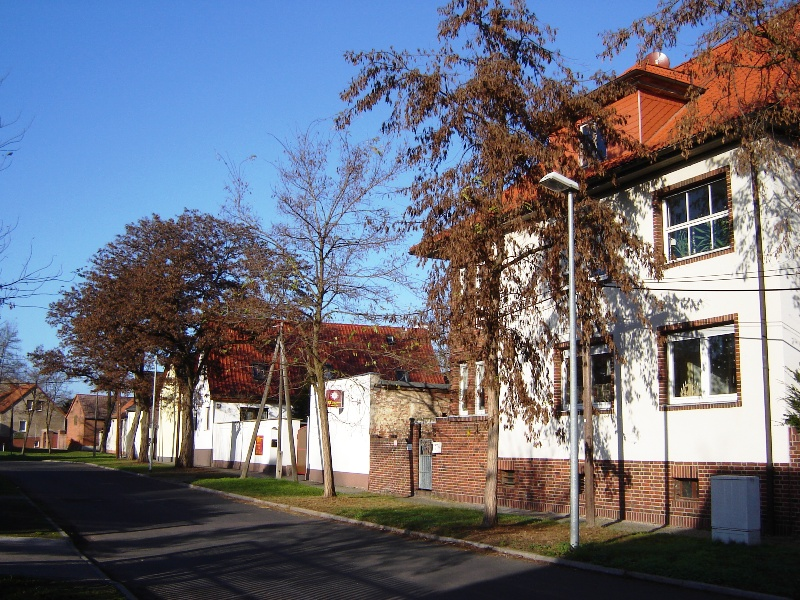
Akazienstraße

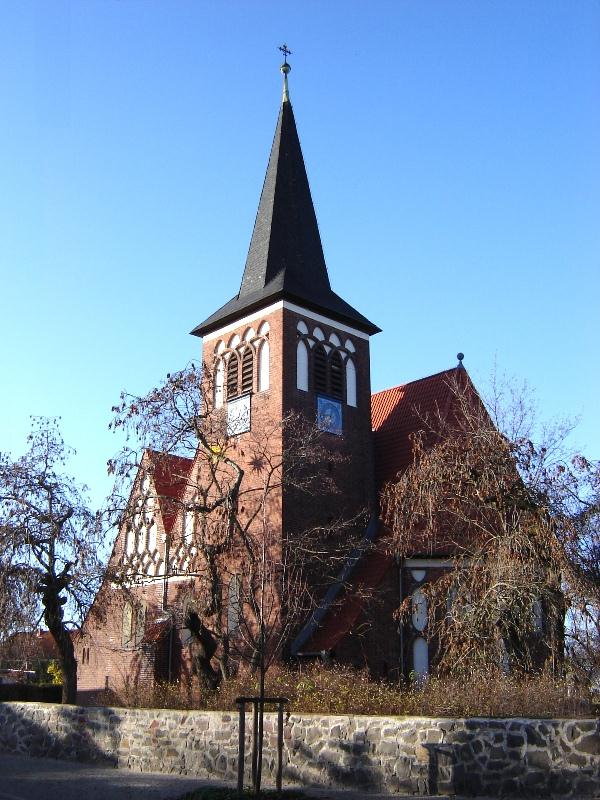
Reformationskirche

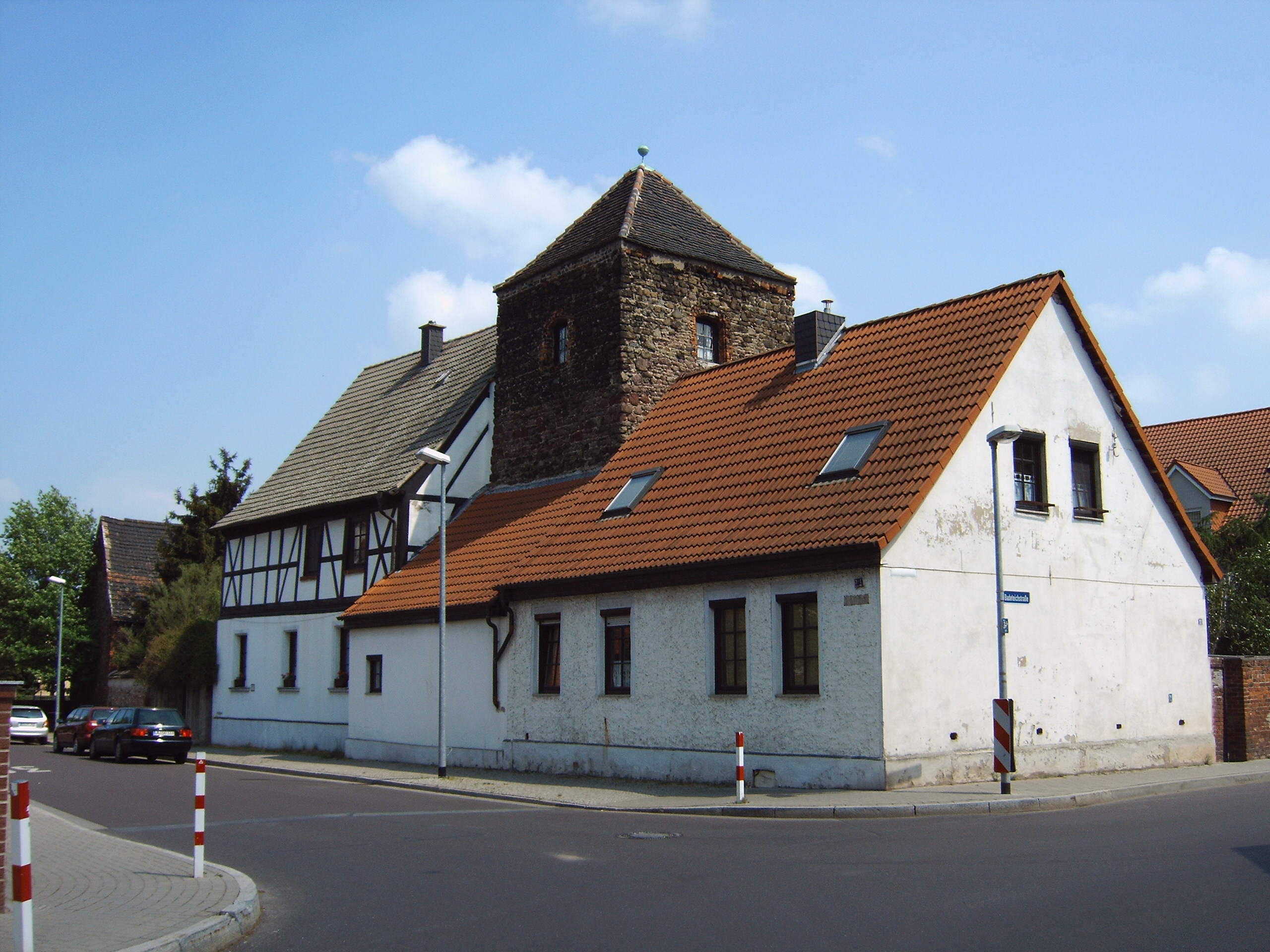
Turmhaus

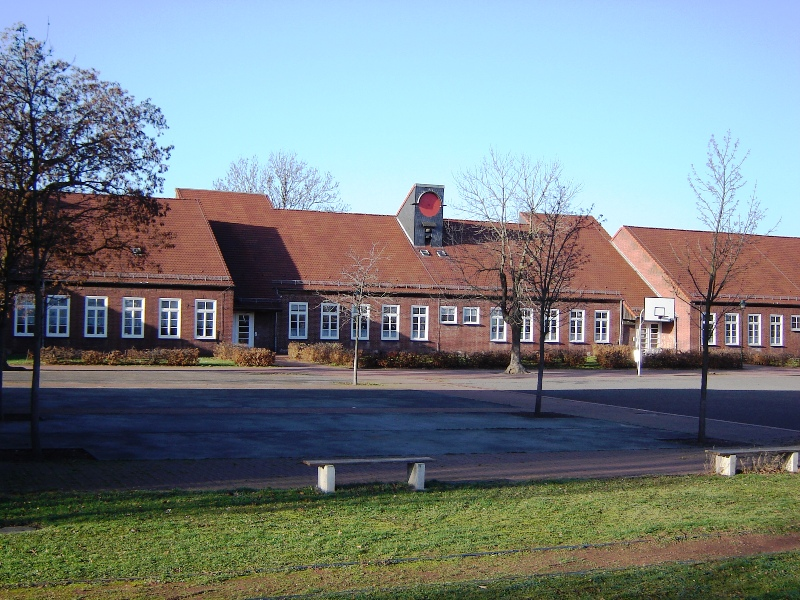
Schule von J. Göderitz

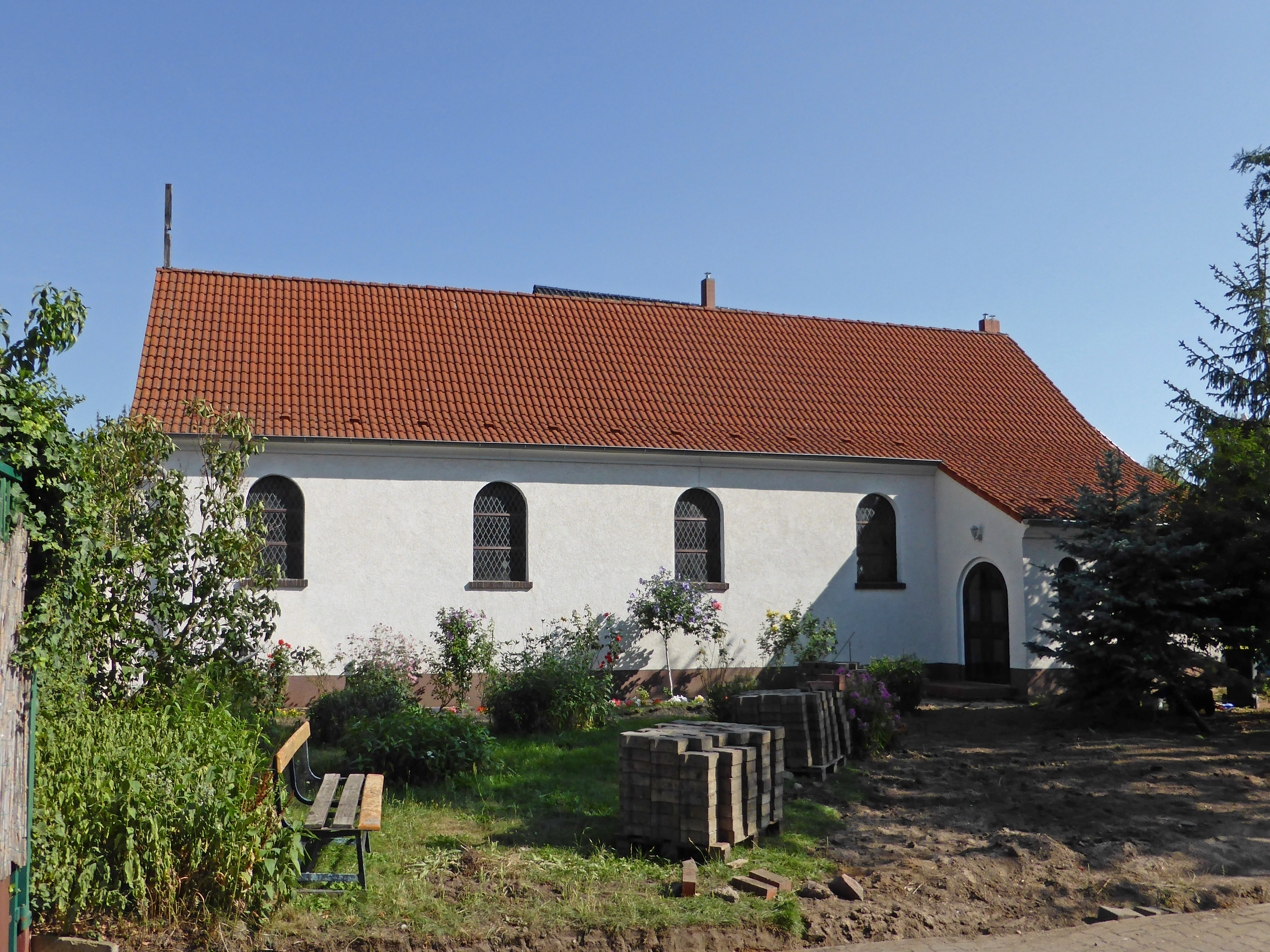
Kath. Rosenkranzkapelle

Rothensee ist ein im Norden der Landeshauptstadt Magdeburg gelegener Stadtteil mit einer Flächengröße von 2,1223 km² und 2.954 Einwohnern (Stand 31. Dezember 2021).

## Geografie
Der Stadtteil liegt auf einer Höhe von 44 Metern über dem Meeresspiegel in der Gabelung der Gleisanlagen der Bahnlinie Magdeburg–Stendal und der Gewerbebahn. Im Süden bildet die Pettenkoferbrücke den Abschluss, während sich im Norden der Stadtteil Barleber See anschließt. Der eigentliche Ortskern, im Nordosten des Stadtteils gelegen, ist ungefähr einen Quadratkilometer groß, im südlichen Bereich liegt die Siedlung Windmühlenstraße. Das Stadtzentrum Magdeburgs ist 6,5 Kilometer entfernt.

## Infrastruktur
Rothensee hat den Charakter einer Vorstadtsiedlung. Obwohl im allgemeinen Sprachgebrauch stets vom Rothenseer Industriegebiet die Rede ist, hat der Stadtteil abgesehen vom im Westen gelegenen Bahnbetriebsgelände keine Gewerbeansiedlungen. Diese befinden sich in den östlich und nördlich gelegenen Stadtteilen Industriehafen, Gewerbegebiet Nord und Barleber See. Die Hauptverkehrsader ist der August-Bebel-Damm, der die Verbindung zur Magdeburger Innenstadt herstellt, und über den auch die Autobahn A 2 zu erreichen ist (Anschlussstelle Magdeburg-Rothensee; 3,6 km entfernt). Mit den Haltepunkten Eichenweiler und Rothensee gibt es Anschluss an die S-Bahn Mittelelbe, ebenso verläuft eine Straßenbahnstrecke durch den Stadtteil.

## Geschichte
Der Name des Ortes kommt aus dem altsächsischen und bedeutet so viel wie „am roten See“. Mit dem See ist wahrscheinlich ein aus einem alten Elbarm entstandener Badesee gemeint, an den heute noch die Badeteichstraße erinnert. Die Ortsgründung erfolgte spätestens im 12. Jahrhundert, denn „Rodense“ wird schon in einer von 1176 stammenden Abschrift einer Urkunde des Magdeburger Erzbischofs Wichmann von Seeburg († 1192) erwähnt. Bereits zu dieser Zeit wurden holländische Siedler angeworben, um ihre Erfahrung bei der Bewirtschaftung wassernaher Gebiete für die Entwicklung des Ortes nutzen zu können. Grundherren waren die Ritter von Rothensee, deren Geschlecht bis 1313 nachweisbar ist. Um 1300 wurde die erste Dorfkirche errichtet. Bis zum Ende des 13. Jahrhunderts lag das Dorf östlich der Elbe und damit im Bereich der Mark Brandenburg. Zu dieser Zeit verlagerte die Elbe ihren Lauf weiter nach Osten, sodass Rothensee schließlich am Westufer des Flusses lag und damit unter die Herrschaft des Erzbistums Magdeburg kam.
Während des Dreißigjährigen Krieges kam es auch in Rothensee zu Zerstörungen. So brannte 1631 die Kirche ab. 1683 wurden aber bereits wieder 46 Hauseigentümer gezählt. Im Jahre 1731 vernichtete ein Brand fast den gesamten Ort. Durch die Nähe zur Elbe hatte Rothensee über Jahrhunderte unter der Hochwasserbedrohung gelitten. Eine erste Verbesserung der Situation trat mit einer 1788 vorgenommenen Flussregulierung ein, mit der der Flusslauf noch weiter nach Osten verlegt wurde. Trotzdem verursachte ein Hochwasser 1845 schwere Schäden im Ort. Daraufhin wurde der Magdeburg-Rothensee-Wolmirstedter Deichverband gegründet, der bis 1862 einen hochwassersicheren Deich baute.
Bis in das 19. Jahrhundert hinein war das Waldgebiet des Rothenseer Busches ein wichtiger Wirtschaftsfaktor, sowohl zur Holzgewinnung wie auch als Jagdgebiet. Nachdem Anfang des 19. Jahrhunderts der Wald abgeholzt worden war, begann die Landwirtschaft an Bedeutung zuzunehmen. Um 1860 wurden bereits 700 Hektar von Rothensee aus landwirtschaftlich genutzt.
Nach der Niederlage Preußens gegen Napoleon I. kam Rothensee ab 1806 zum Königreich Westphalen des Napoleon-Bruders Jerome. Als die Franzosen acht Jahre später vertrieben waren und Preußen wieder regierte, wurde Rothensee im Zuge der preußischen Verwaltungsreform von 1815 in den Kreis Wolmirstedt integriert. Trotzdem lag der Ort im Einzugsbereich Magdeburgs, zumal sich mit der Industrialisierung und dem 1897 erfolgten Anschluss an die Bahnlinie Magdeburg–Stendal eine immer enger werdende Verflechtung entwickelte. Folgerichtig wurde Rothensee am 1. April 1908 nach Magdeburg eingemeindet. Ein Jahr später wurde die baufällig gewordene mittelalterliche Kirche abgerissen und durch einen Neubau ersetzt, der 1910 fertiggestellt war. Am 8. August des gleichen Jahres wurde nach dreijähriger Bauzeit an der westlichen Peripherie Rothensees ein neuer Rangierbahnhof für Magdeburg mit 69,5 Kilometer Gleisanlagen eröffnet. Gleichzeitig damit erhielt der Ort auch einen neuen Personenbahnhof an der Oebisfelder Straße. Das gesamte Bauvorhaben kostete 6,25 Millionen Reichsmark. Durch die inzwischen in der Nähe entstandenen Fabriken siedelten sich immer mehr Menschen in Rothensee an, und die Einwohnerzahl vervierfachte sich innerhalb von achtzig Jahren auf 2.552 im Jahre 1925.
Den gestiegenen Bedarf an Wohnraum fingen neu errichtete Wohnsiedlungen auf. So wurde 1921 mit dem Bau des Wohnviertels Windmühlenstraße begonnen, den der Mieter-Bau- und Sparverein durchführte. 1937 ließ die Braunkohle-Benzin-AG die so genannte BRABAG-Siedlung errichten. Auch Magdeburgs bekannter Architekt Johannes Göderitz hinterließ 1925 mit dem Bau einer Schule seine Spuren. Am 1. Mai 1941 verkehrte erstmals eine Straßenbahn zwischen Rothensee und Magdeburg.
1944 wurde in Rothensee ein KZ-Außenlager der Konzentrationslager Buchenwald und Auschwitz eingerichtet, in dem bis zu 4.000 KZ-Häftlinge untergebracht wurden (KZ Magda). Daneben wurden ein Kriegsgefangenen- und ein Zwangsarbeiterlager betrieben. Die meisten Insassen mussten im BRABAG-Werk arbeiten. Die Bombenangriffe auf Magdeburg in den Jahren 1944 und 1945 richteten in Rothensee selbst wenig Schaden an. Wichtige strategische Ziele, wie der Rangierbahnhof und das BRABAG-Werk erlitten bei einem Bombardement am 18. April 1945 jedoch schwere Zerstörungen. Noch am gleichen Tage wurde er von amerikanischen Truppen besetzt.
Während der DDR-Zeit gab es im Stadtteil wenig strukturelle Veränderungen. 1953 wurde durch Umbau eines Pferdestalles die katholische Rosenkranzkapelle errichtet. 1960 wurde eine Kleingartensiedlung angelegt, 1975 entstand eine kleine Eigenheimsiedlung und Anfang der 1980er Jahre wurden einige Plattenbauten errichtet. Um den Eisenbahnfernverkehr von den Gleisanlagen des Rangierbahnhofes zu trennen, wurde 1971 eine westliche Umfahrung eingerichtet. Da dadurch der bisherige Rothenseer Personenbahnhof seine Funktion verlor, wurden im Süden und Norden des Stadtteils an der neu verlegten Fernbahnstrecke zwei neue Haltepunkte geschaffen. Die von alters her ansässige Landwirtschaft wurde im Zuge der Zwangskollektivierung ab 1958 durch eine LPG weitergeführt, die zuletzt noch etwa 400 Hektar bewirtschaftete.
Anfang der 1970er Jahre wurde am August-Bebel-Damm eine der größten deutschen Stahlgießereien als Ersatz für die im Stadtgebiet Magdeburgs gelegenen Gießereien errichtet. Die Jahresleistung dieses Betriebes wurde auf bis zu 40.000 t gesteigert. Nach der politischen Wende des Jahres 1989 wurde die Produktion jedoch eingestellt. In den frühen 2000er Jahren wurde auf diesem Gelände eine Großfertigung der Windenergiebranche aufgebaut.

## Rothensee-Sage
Der Name des Stadtteils geht angeblich auf die Sage vom Lindwurm zurück. Dieses drachenähnliche Untier wurde von einem kühnen Recken getötet, die Prinzessin befreit und der Böse besiegt. Das Blut des Lindwurms bildete einen roten See, der über Jahrhunderte sichtbar gewesen sein soll. Der Verbündete des bösen Raubritters war ein mächtiger Zauberer, dessen Burg zerstört wurde. Auf ihren Trümmern entstand das Dorf Rothensee.

## Bedeutende Bauwerke
Die in Rothensee vorhandenen Kulturdenkmale sind im örtlichen Denkmalverzeichnis aufgeführt.
- In der Turmstraße, dem historischen Ortskern von Rothensee, steht die als historistischer Backsteinbau 1909 bis 1910 erbaute evangelische Reformationskirche auf dem von einer Bruchsteinmauer umgebenden ehemaligen Friedhof.
- Das älteste Gebäude des Ortes ist das ebenfalls in der Turmstraße befindliche Turmhaus Rothensee, ein Wohnturm, der um 1200 als Teil eines Freihofes der Magdeburger Dompropstei errichtet wurde.
- Die von Johannes Göderitz 1925 gebaute damalige Volksschule (heutige Grundschule Rothensee) ist in der Windmühlenstraße zu finden. Sie besteht aus mehreren eingeschossigen und gegeneinander versetzten Klassentrakten aus rotem Ziegelstein. Das Bauwerk gilt als klassisches Beispiel für den Landschulbau der 1920er Jahre. Zu der Anlage gehörte ebenfalls ein 2-geschossiges Wohnhaus für das Lehrpersonal. Es lag am südlichen Ende des Schulgeländes. Auf dem Dach war eine elektrische Alarmsirene installiert. Eine Sprengbombe zerstörte am 16. Januar 1945 eine Hälfte des Hauses. Der Luftschutzraum befand sich in der unversehrten anderen Hälfte des Gebäudes, dadurch blieben die dort sich aufhaltenden sieben Personen unverletzt. Der stehengebliebene Gebäudeteil wurde abgerissen und nicht wieder aufgebaut.

- Das 1938 eingeweihte Schiffshebewerk Rothensee, sowie die 2001 fertiggestellte Sparschleuse Rothensee, Teil des Wasserstraßenkreuzes Magdeburg.
- Windkraftanlage des Typs Enercon E-126 mit 127 Meter Rotordurchmesser, 135 Metern Nabenhöhe und knapp 200 m Gesamthöhe auf dem Enercon-Werksgelände. Sie ist nicht nur das höchste Bauwerk in Magdeburg, sondern auch mit 7,5 MW Generatorleistung eine der leistungsstärksten Windkraftanlagen der Welt.

## Personen
In Rothensee geboren wurden:
- Friedrich Wilhelm Schneider (1801–1879), Forstwissenschaftler und Mathematiker
- Ernst Fresdorf (1889–1967), Oberbürgermeister von Brandenburg an der Havel und leitender Kommunalbeamter.